# اکسایت
اکسایت (انگلیسی: Excite) شرکت فناوری اطلاعات آمریکایی است، که در سال ۱۹۹۵ تأسیس شد.